# Альслебен (Заале)
Альслебен (нем. Alsleben) — город в Германии, в земле Саксония-Анхальт. 
Входит в состав района Зальцланд.  Население составляет 2564 человека (на 31 декабря 2010 года). Занимает площадь 23,64 км². Официальный код  —  15 1 53 002.